# Basic Role-Playing
Basic Role-Playing (förkortat BRP) är ett regelsystem för rollspel som utvecklades cirka 1980 när förlaget Chaosium beslöt att bryta ut regelsystemet ur RuneQuest och göra det till ett generellt regelsystem. Tanken var att varje nytt rollspel skulle levereras med BRP-reglerna och ett särskilt kampanjhäfte. Ett antal kampanjhäften för fantasy, science fiction, superhjältar med flera producerades.
Basic Role-Playing har utgjort basen i en uppsjö olika rollspel, bland andra Call of Cthulhu, Stormbringer, Superworld, Elfquest och de svenska Drakar och Demoner-spelen.

## Grundregler
BRP skiljer sig från andra regelsystem som till exempel Dungeons & Dragons, d20-systemet, GURPS eller Rolemaster. Det är i sin grundkonstruktion väldigt lättmodifierat. Det har givit upphov till många närbesläktade varianter.
I BRP-spel har varje rollperson 7 grundegenskaper: styrka, storlek, fysik, smidighet, intelligens, psyke och karisma. Egenskaperna får initialt numeriska värden på en absolut skala, vanligen genom tärningskast. Vilken tärning som används och antalet kast varierar; en typisk människa använder 3T6 (tre sexsidiga tärningar), vilket ger värden mellan 3 och 18 (typvärde 10–11). Värdena kan modifieras av vissa slag under äventyrandet i form av test mot andras (NPC:ers) grundegenskaper.
Rollperson har också färdigheter som har värden. Dessa har bara en svag koppling till grundegenskaperna; grundegenskapen påverkar färdigheten endast vid skapandet av en rollperson. Det finns undantag, som Stormbringer och Runequest, där grundegenskaperna är i hög grad delaktiga i färdigheternas poäng.
En handling avgörs genom att slå 1T100 (tärningar som ger utfall 1–100) under eller lika med värdet för en färdighet. I många av de svenska BRP-spelen publicerade efter 1985 har färdighetsvärdena dividerats med 5 och slås med 1T20 (en tjugosidig tärning).
Rollpersonen blir bättre genom erfarenhet och träning av vissa färdigheter. Den erfarenhet personen får är direkt knuten till de färdigheter som den använder under äventyrandet. Kroppspoängen baseras på grundegenskaperna fysik och storlek och påverkas inte av erfarenhet.

## Spel baserade på BRP
- Call of Cthulhu
- Elfquest
- Fading Suns (i viss mån)
- Nephilim
- Pendragon
- Ringworld
- RuneQuest
- Stormbringer
- Superworld
- Warhammer Fantasy Roleplay (i viss mån)

### Svenska rollspel
- Drakar och Demoner, samtliga versioner
- En Garde!
- Gemini
- Götterdämmerung
- Kult (endast i viss mån)
- Matiné (i viss mån)
- Mutant, samtliga versioner
- Saga (i viss mån)